# Еврит (гигант)
Еврит (на старогръцки: Eurytos) в древногръцката митология е гигант, син на Гея и Тартара (с намеса на кръвта на скопения Уран), който взел участие в гигантомахията (войната срещу Олимпийските богове). Според стратегията на своите родители, той бил роден (полуостров Палена, дн. Италия), за да унищожи бога Аполон. Богът на Слънцето и Херакъл, който дошъл да помага на боговете, заедно нападнали Еврит, но гигантът се отървал. Бягайки, Еврит срещнал Дионис. Започнала ожесточена битка, Дионис претърпял големи щети, но успял да победи гиганта със стрели от човешки лък.
По време на гигантомахията се отличил със сила и коварство (бил висок 6 метра), изправяйки се срещу различни богове. Древногръцките митове го описват като добре въоръжен. В сборника на Петър Кърджилов „Старогръцки легенди и митове“ се споменава падението на Еврит. Според описанието на гигантомахията, която се водела по Флегрейските полета, Еврит изминал най-голямо разстояние от всички гиганти и постигнал много продуктивни резултати, преди да бъде убит. 